# Élections présidentielles sous la Cinquième République dans le Bas-Rhin
Depuis l'adoption de la Constitution de la Cinquième République française en 1958, dix élections présidentielles ont eu lieu afin d'élire le président de la République. Cette page présente les résultats de ces élections dans le Bas-Rhin.

## Synthèse des résultats du second tour
Conservateur, le Bas-Rhin vote traditionnellement plus à droite que la France. C'est en particulier le cas en 1981, 1988 et 2012 où le département a placé en tête respectivement Valéry Giscard d'Estaing (65,11 %), Jacques Chirac (51,61 %) et Nicolas Sarkozy (63,44 %) alors qu'au niveau national ont été élus François Mitterrand (51,76 % et 54,02 %) et François Hollande (51,64 %). En 2017, Emmanuel Macron obtient 3 points de moins qu'au niveau national.
| 2022 | Emmanuel Macron (59,00 %) (France : 58,55 %) | Marine Le Pen (41,00 %) (France : 41,45 %) | 74,64 % (France : 71,99 %) | 5,14 % (France : 6,23 %) |

| 2017 | Emmanuel Macron (63,07 %) (France : 66,10 %) | Marine Le Pen (36,93 %) (France : 33,90 %) | 76,1 % (France : 77,77 %) | 1,88 % (France : 2,47 %) |

| 2012 | François Hollande (36,56 %) (France : 51,64 %) | Nicolas Sarkozy (63,44 %) (France : 48,36 %) | 79,83 % (France : 80,35 %) | 1,88 % (France : 5,82 %) |

| 2007 | Nicolas Sarkozy (65,58 %) (France : 53,06 %) | Ségolène Royal (34,42 %) (France : 46,94 %) | 83,09 % (France : 83,97 %) | 1,38 % (France : 4,20 %) |

| 2002 | Jacques Chirac (79,32 %) (France : 82,21 %) | J.-M. Le Pen (20,68 %) (France : 17,79 %) | 73,89 % (France : 79,71 %) | 3,49 % (France : 3,38 %) |

| 1995 | Jacques Chirac (58,97 %) (France : 52,64 %) | Lionel Jospin (41,03 %) (France : 47,36 %) | 79,39 % (France : 78,38 %) | 2,62 % (France : 2,81 %) |

| 1988 | François Mitterrand (48,39 %) (France : 54,02 %) | Jacques Chirac (51,61 %) (France : 45,98 % %) | 81,57 % (France : 81,35 %) | 1,91 % (France : 2,00 %) |

| 1981 | François Mitterrand (34,89 %) (France : 51,76 %) | Valéry Giscard d'Estaing (65,11 %) (France : 48,24 %) | 80,56 % (France : 81,09 %) | 1,95 % (France : 1,62 %) |

| 1974 | Valéry Giscard d'Estaing (67,03 %) (France : 50,81 %) | François Mitterrand (32,97 %) (France : 49,19 %) | 82,7 % (France : 84,23 %) | 1,55 % (France : 0,92 %) |

| 1969 | Georges Pompidou (65,93 %) (France : 58,21 %) | Alain Poher (34,07 %) (France : 41,79 %) | 73,81 % (France : 77,59 %) | 2,07 % (France : 1,29 %) |

| 1965 | Charles de Gaulle (79,88 %) (France : 55,20 %) | François Mitterrand (20,12 %) (France : 44,80 %) | 83,26 % (France : 84,75 %) | 1,19 % (France : 1,01 %) |

|  | ▲ |

## Résultats détaillés par scrutin

### 2022
Arrivé en tête du premier tour, le président sortant Emmanuel Macron (27,85 %) affronte Marine Le Pen (23,15 %), un duel identique à celui du scrutin de 2017. C'est la deuxième fois qu'un second tour opposant les mêmes candidats à deux scrutins présidentiels consécutifs a lieu après ceux où se sont affrontés Valéry Giscard d'Estaing et François Mitterrand en 1974 et 1981.
En troisième position avec 21,95 % des voix, Jean-Luc Mélenchon réalise le score le plus élevé de ses trois candidatures et arrive largement en tête de la gauche, mais échoue à accéder au second tour, avec environ 400 000 voix de moins que Marine Le Pen.
Une nouvelle fois, les partis politiques traditionnels sont absents du second tour, dans des proportions encore plus importantes que lors de la précédente élection. Le Parti socialiste et Les Républicains, représentés respectivement par Anne Hidalgo et Valérie Pécresse, s'effondrent avec des scores historiquement faibles et n'atteignent pas le seuil des 5 %, condition permettant d'être remboursé des frais de campagne.
Pour la première fois, les candidatures classées à l'extrême droite dépassent le seuil de 30 % des suffrages exprimés au premier tour tandis que les sondages d'opinion laissent annoncer un duel serré face au président sortant, la possibilité d'une victoire pour Marine Le Pen étant pour la première fois envisagée par ceux-ci.
Le second tour voit Emmanuel Macron l'emporter par 58,55 % des suffrages exprimés, permettant ainsi au président sortant d'entamer un second mandat. Le septennat ayant été aboli en 2000, il devient ainsi le premier président de la République française à être réélu pour un deuxième quinquennat, le deuxième président de la Cinquième République réélu hors période de cohabitation et le quatrième président de la Cinquième République réélu.
Dans le Bas-Rhin, Emmanuel Macron arrive en tête du premier tour avec 30,70 % des exprimés, suivi de Marine Le Pen (25,30%), Jean-Luc Mélenchon (18,00 %) et Éric Zemmour (7,02 %). Au second tour, les électeurs ont voté à 59,00 % pour Emmanuel Macron contre 41,00 % pour Marine Le Pen avec un taux de participation de 74,64 % des inscrits.
| Candidats                | Candidats                | Partis                   | Premier tour | Premier tour | Second tour | Second tour |
| Candidats                | Candidats                | Partis                   | Voix         | %            | Voix        | %           |
| ------------------------ | ------------------------ | ------------------------ | ------------ | ------------ | ----------- | ----------- |
|                          | Emmanuel Macron          | LREM                     | 177 069      | 30,70        | 319 370     | 59,00       |
|                          | Marine Le Pen            | RN                       | 145 883      | 25,30        | 221 958     | 41,00       |
|                          | Jean-Luc Mélenchon       | LFI                      | 105 055      | 18,22        |             |             |
|                          | Éric Zemmour             | REC                      | 40 458       | 7,02         |             |             |
|                          | Yannick Jadot            | EELV                     | 28 573       | 4,95         |             |             |
|                          | Valérie Pécresse         | LR                       | 24 812       | 4,30         |             |             |
|                          | Nicolas Dupont-Aignan    | DLF                      | 17 009       | 2,95         |             |             |
|                          | Jean Lassalle            | RES                      | 14 652       | 2,54         |             |             |
|                          | Anne Hidalgo             | PS                       | 8 348        | 1,45         |             |             |
|                          | Fabien Roussel           | PCF                      | 7 015        | 1,22         |             |             |
|                          | Philippe Poutou          | NPA                      | 4 158        | 0,72         |             |             |
|                          | Nathalie Arthaud         | LO                       | 3 687        | 0,64         |             |             |
|                          |                          |                          |              |              |             |             |
| Votes valides            | Votes valides            | Votes valides            | 576 719      | 98,00        | 541 328     | 93,11       |
| Votes blancs             | Votes blancs             | Votes blancs             | 8 335        | 1,42         | 29 061      | 5,00        |
| Votes nuls               | Votes nuls               | Votes nuls               | 3 434        | 0,58         | 11 021      | 1,90        |
| Total                    | Total                    | Total                    | 588 488      | 100          | 581 410     | 100         |
| Abstention               | Abstention               | Abstention               | 190 224      | 24,43        | 197 584     | 25,36       |
| Inscrits / participation | Inscrits / participation | Inscrits / participation | 778 712      | 75,57        | 778 994     | 74,64       |

### 2017
Le premier tour de l'élection présidentielle de 2017 voit s'affronter onze candidats. Emmanuel Macron arrive en tête devant Marine Le Pen et tous deux se qualifient pour le second tour. Néanmoins, avec François Fillon et Jean-Luc Mélenchon, les scores des quatre candidats ayant recueilli le plus de voix sont serrés (4,43 points entre le 1er et le 4e). Pour la première fois, aucun des candidats des deux partis politiques pourvoyeurs jusque-là des présidents de la Ve République, n'est présent au second tour. Celui-ci se tient le dimanche 7 mai et se solde par la victoire d'Emmanuel Macron, avec un total de 20 753 798 bulletins de vote en sa faveur, soit 66,10 % des suffrages exprimés, face à la candidate du Front national, qui recueille 33,90 %. Le scrutin est néanmoins marqué par une forte abstention et par un record de votes blancs ou nuls.
Dans le Bas-Rhin, Marine Le Pen arrive en tête du premier tour avec 24,7 % des exprimés, suivie de Emmanuel Macron (22,29 %), François Fillon (22 %), Jean-Luc Mélenchon (14,78 %) et Nicolas Dupont-Aignan (6,57 %). Au second tour, les électeurs ont voté à 63,07 % pour Emmanuel Macron contre 36,93 % pour Marine Le Pen avec un taux de participation de 76,1 % des inscrits.
|             | FN          | Marine Le Pen         | 147 714 | 24,7 %     | 193 788 | 36,93 %    |  |  |
|             | EM          | Emmanuel Macron       | 133 347 | 22,29 %    | 330 941 | 63,07 %    |  |  |
|             | LR          | François Fillon       | 131 564 | 22 %       |         |            |  |  |
|             | LFi         | Jean-Luc Mélenchon    | 88 420  | 14,78 %    |         |            |  |  |
|             | DlF         | Nicolas Dupont-Aignan | 39 299  | 6,57 %     |         |            |  |  |
|             | PS          | Benoît Hamon          | 31 931  | 5,34 %     |         |            |  |  |
|             | UPR         | François Asselineau   | 6 841   | 1,14 %     |         |            |  |  |
|             | NPA         | Philippe Poutou       | 6 549   | 1,09 %     |         |            |  |  |
|             | RES         | Jean Lassalle         | 6 420   | 1,07 %     |         |            |  |  |
|             | LO          | Nathalie Arthaud      | 4 823   | 0,81 %     |         |            |  |  |
|             | SeP         | Jacques Cheminade     | 1 197   | 0,2 %      |         |            |  |  |
|             |             |                       |         |            |         |            |  |  |
|             |             |                       | Nombre  | % inscrits | Nombre  | % inscrits |  |  |
| Inscrits    | Inscrits    | Inscrits              | 766 539 |            | 766 650 |            |  |  |
| Abstentions | Abstentions | Abstentions           | 154 037 | 20,1 %     | 183 249 | 23,9 %     |  |  |
| Votants     | Votants     | Votants               | 612 502 | 79,9 %     | 583 401 | 76,1 %     |  |  |
|             |             |                       |         |            |         |            |  |  |
|             |             |                       |         | % votants  |         | % votants  |  |  |
| Blancs      | Blancs      | Blancs                | 9 806   | 1,28 %     | 44 707  | 5,83 %     |  |  |
| Nuls        | Nuls        | Nuls                  | 4 591   | 0,6 %      | 13 965  | 1,82 %     |  |  |
| Exprimés    | Exprimés    | Exprimés              | 598 105 | 78,03 %    | 524 729 | 68,44 %    |  |  |

### 2012
Hollande, désigné par le PS à la suite d'une primaire ouverte, devance Sarkozy dès le premier tour de l'élection présidentielle de 2012 : c'est la première fois qu'un président sortant est ainsi devancé. Au second tour, Sarkozy est battu mais par un écart plus faible qu'attendu.
Dans le Bas-Rhin, Nicolas Sarkozy arrive en tête du premier tour avec 33,62 % des exprimés, suivi de Marine Le Pen (21,21 %), François Fillon (19,58 %), François Bayrou (11,94 %) et Jean-Luc Mélenchon (7,22 %). Au second tour, les électeurs ont voté à 36,56 % pour François Hollande contre 63,44 % pour Nicolas Sarkozy avec un taux de participation de 80,16 % des inscrits.
|                | UMP            | Nicolas Sarkozy       | 196 968 | 33,62 %    | 359 011 | 63,44 %    |  |  |
|                | FN             | Marine Le Pen         | 124 264 | 21,21 %    |         |            |  |  |
|                | PS             | François Hollande     | 114 702 | 19,58 %    | 206 891 | 36,56 %    |  |  |
|                | MoDem          | François Bayrou       | 69 940  | 11,94 %    |         |            |  |  |
|                | FG             | Jean-Luc Mélenchon    | 42 302  | 7,22 %     |         |            |  |  |
|                | EELV           | Éva Joly              | 16 188  | 2,76 %     |         |            |  |  |
|                | DLF            | Nicolas Dupont-Aignan | 10 141  | 1,73 %     |         |            |  |  |
|                | NPA            | Philippe Poutou       | 5 993   | 1,02 %     |         |            |  |  |
|                | LO             | Nathalie Arthaud      | 3 779   | 0,64 %     |         |            |  |  |
|                | S&P            | Jacques Cheminade     | 1 655   | 0,28 %     |         |            |  |  |
|                |                |                       |         |            |         |            |  |  |
|                |                |                       | Nombre  | % inscrits | Nombre  | % inscrits |  |  |
| Inscrits       | Inscrits       | Inscrits              | 748 087 |            | 748 128 |            |  |  |
| Abstentions    | Abstentions    | Abstentions           | 150 904 | 20,17 %    | 148 400 | 19,84 %    |  |  |
| Votants        | Votants        | Votants               | 597 183 | 79,83 %    | 599 728 | 80,16 %    |  |  |
|                |                |                       |         |            |         |            |  |  |
|                |                |                       |         | % votants  |         | % votants  |  |  |
| Blancs ou nuls | Blancs ou nuls | Blancs ou nuls        | 11 251  | 1,88 %     | 33 826  | 5,64 %     |  |  |
| Exprimés       | Exprimés       | Exprimés              | 585 932 | 98,12 %    | 565 902 | 98,12 %    |  |  |

### 2007
Au premier tour de l'élection présidentielle de 2007, Sarkozy réussit à capter une partie des voix de Le Pen et arrive largement en tête. Royal est la première femme qualifiée pour le second tour d'une élection présidentielle. Elle est battue avec une avance de 6 points.
Dans le Bas-Rhin, Nicolas Sarkozy arrive en tête du premier tour avec 36,24 % des exprimés, suivi de François Bayrou (22,37 %), Ségolène Royal (17,05 %), Jean-Marie Le Pen (13,19 %) et Olivier Besancenot (3,17 %). Au second tour, les électeurs ont voté à 65,58 % pour Nicolas Sarkozy contre 34,42 % pour Ségolène Royal avec un taux de participation de 83,57 % des inscrits.
|                | UMP            | Nicolas Sarkozy      | 213 050 | 36,24 %    | 376 567 | 65,58 %    |  |  |
|                | UDF            | François Bayrou      | 131 484 | 22,37 %    |         |            |  |  |
|                | PS             | Ségolène Royal       | 100 233 | 17,05 %    | 197 650 | 34,42 %    |  |  |
|                | FN             | Jean-Marie Le Pen    | 77 555  | 13,19 %    |         |            |  |  |
|                | LCR            | Olivier Besancenot   | 18 631  | 3,17 %     |         |            |  |  |
|                | MPF            | Philippe de Villiers | 12 292  | 2,09 %     |         |            |  |  |
|                | Les Verts      | Dominique Voynet     | 11 897  | 2,02 %     |         |            |  |  |
|                | LO             | Arlette Laguiller    | 7 767   | 1,32 %     |         |            |  |  |
|                | SE             | José Bové            | 7 384   | 1,26 %     |         |            |  |  |
|                | GPA            | Marie-George Buffet  | 3 195   | 0,54 %     |         |            |  |  |
|                | CPNT           | Frédéric Nihous      | 2 904   | 0,49 %     |         |            |  |  |
|                | CNRSP          | Gérard Schivardi     | 1 452   | 0,25 %     |         |            |  |  |
|                |                |                      |         |            |         |            |  |  |
|                |                |                      | Nombre  | % inscrits | Nombre  | % inscrits |  |  |
| Inscrits       | Inscrits       | Inscrits             | 717 337 |            | 717 570 |            |  |  |
| Abstentions    | Abstentions    | Abstentions          | 121 290 | 16,91 %    | 117 880 | 16,43 %    |  |  |
| Votants        | Votants        | Votants              | 596 047 | 83,09 %    | 599 690 | 83,57 %    |  |  |
|                |                |                      |         |            |         |            |  |  |
|                |                |                      |         | % votants  |         | % votants  |  |  |
| Blancs ou nuls | Blancs ou nuls | Blancs ou nuls       | 8 203   | 1,38 %     | 25 473  | 4,25 %     |  |  |
| Exprimés       | Exprimés       | Exprimés             | 587 844 | 98,62 %    | 574 217 | 95,75 %    |  |  |

### 2002
Après cinq années de cohabitation, un duel est attendu entre Chirac et le Premier ministre Jospin lors de l'élection présidentielle de 2002, mais, à la surprise générale, ce dernier est devancé par Le Pen au premier tour. Au second tour, Chirac bénéficie du ralliement de la gauche et reçoit un score sans précédent. Il s'agit de la première élection pour un mandat de cinq ans et non plus sept.
Dans le Bas-Rhin, Jean-Marie  Le Pen arrive en tête du premier tour avec 23,38 % des exprimés, suivi de Jacques  Chirac (18,53 %), François Bayrou (11,95 %), Lionel  Jospin (11,17 %) et Noel  Mamere (6,02 %). Au second tour, les électeurs ont voté à 79,32 % pour Jacques  Chirac contre 20,68 % pour Jean-Marie  Le Pen avec un taux de participation de 79,9 % des inscrits.
|                | FN             | Jean-Marie Le Pen       | 112 555 | 23,38 %    | 105 580 | 20,68 %    |  |  |
|                | RPR            | Jacques Chirac          | 89 176  | 18,53 %    | 404 906 | 79,32 %    |  |  |
|                | UDF            | François Bayrou         | 57 496  | 11,95 %    |         |            |  |  |
|                | PS             | Lionel Jospin           | 53 772  | 11,17 %    |         |            |  |  |
|                | Les Verts      | Noël Mamère             | 28 968  | 6,02 %     |         |            |  |  |
|                | LO             | Arlette Laguiller       | 22 459  | 4,67 %     |         |            |  |  |
|                | DL             | Alain Madelin           | 22 249  | 4,62 %     |         |            |  |  |
|                | MC             | Jean-Pierre Chevènement | 21 717  | 4,51 %     |         |            |  |  |
|                | MNR            | Bruno Mégret            | 18 690  | 3,88 %     |         |            |  |  |
|                | LCR            | Olivier Besancenot      | 16 416  | 3,41 %     |         |            |  |  |
|                | Cap21          | Corinne Lepage          | 10 196  | 2,12 %     |         |            |  |  |
|                | PRG            | Christiane Taubira      | 8 734   | 1,81 %     |         |            |  |  |
|                | FRS            | Christine Boutin        | 7 416   | 1,54 %     |         |            |  |  |
|                | CPNT           | Jean Saint-Josse        | 4 973   | 1,03 %     |         |            |  |  |
|                | PC             | Robert Hue              | 4 320   | 0,9 %      |         |            |  |  |
|                | PT             | Daniel Gluckstein       | 2 202   | 0,46 %     |         |            |  |  |
|                |                |                         |         |            |         |            |  |  |
|                |                |                         | Nombre  | % inscrits | Nombre  | % inscrits |  |  |
| Inscrits       | Inscrits       | Inscrits                | 674 932 |            | 675 003 |            |  |  |
| Abstentions    | Abstentions    | Abstentions             | 176 209 | 26,11 %    | 135 684 | 20,1 %     |  |  |
| Votants        | Votants        | Votants                 | 498 723 | 73,89 %    | 539 319 | 79,9 %     |  |  |
|                |                |                         |         |            |         |            |  |  |
|                |                |                         |         | % votants  |         | % votants  |  |  |
| Blancs ou nuls | Blancs ou nuls | Blancs ou nuls          | 17 384  | 3,49 %     | 28 833  | 5,35 %     |  |  |
| Exprimés       | Exprimés       | Exprimés                | 481 339 | 96,51 %    | 510 486 | 94,65 %    |  |  |

### 1995
Après une nouvelle cohabitation et alors que la droite est particulièrement divisée entre Chirac et le Premier ministre Balladur, Jospin réussit à arriver en tête au premier tour de l'élection présidentielle de 1995, malgré la très lourde défaite de la gauche aux législatives de 1993. Au second tour, il est battu par Chirac.
Dans le Bas-Rhin, Jean-Marie Le Pen arrive en tête du premier tour avec 25,83 % des exprimés, suivi d'Édouard Balladur (24,73 %), Lionel Jospin (16,72 %), Jacques Chirac (16,63 %) et Arlette Laguiller (4,79 %). Au second tour, les électeurs ont voté à 58,97 % pour Jacques Chirac contre 41,03 % pour Lionel Jospin avec un taux de participation de 77,71 % des inscrits.
|                | FN             | Jean-Marie Le Pen    | 130 548 | 25,83 %    |         |            |  |  |
|                | RPR            | Édouard Balladur     | 124 954 | 24,73 %    |         |            |  |  |
|                | PS             | Lionel Jospin        | 84 491  | 16,72 %    | 191 484 | 41,03 %    |  |  |
|                | RPR            | Jacques Chirac       | 84 046  | 16,63 %    | 275 203 | 58,97 %    |  |  |
|                | LO             | Arlette Laguiller    | 24 227  | 4,79 %     |         |            |  |  |
|                | MPF            | Philippe de Villiers | 21 725  | 4,3 %      |         |            |  |  |
|                | Les Verts      | Dominique Voynet     | 19 291  | 3,82 %     |         |            |  |  |
|                | PC             | Robert Hue           | 14 429  | 2,86 %     |         |            |  |  |
|                | S&P            | Jacques Cheminade    | 1 618   | 0,32 %     |         |            |  |  |
|                |                |                      |         |            |         |            |  |  |
|                |                |                      | Nombre  | % inscrits | Nombre  | % inscrits |  |  |
| Inscrits       | Inscrits       | Inscrits             | 653 671 |            | 653 633 |            |  |  |
| Abstentions    | Abstentions    | Abstentions          | 134 740 | 20,61 %    | 145 686 | 22,29 %    |  |  |
| Votants        | Votants        | Votants              | 518 931 | 79,39 %    | 507 947 | 77,71 %    |  |  |
|                |                |                      |         |            |         |            |  |  |
|                |                |                      |         | % votants  |         | % votants  |  |  |
| Blancs ou nuls | Blancs ou nuls | Blancs ou nuls       | 13 602  | 2,62 %     | 41 260  | 8,12 %     |  |  |
| Exprimés       | Exprimés       | Exprimés             | 505 329 | 97,38 %    | 466 687 | 91,88 %    |  |  |

### 1988
Après deux ans de cohabitation, Mitterrand affronte le Premier ministre Chirac lors de l'élection présidentielle de 1988. Le Pen obtient au premier tour un score jusque-là sans précédent pour un parti d'extrême droite. Au second tour, Mitterrand est facilement réélu.
Dans le Bas-Rhin, François Mitterrand arrive en tête du premier tour avec 28,19 % des exprimés, suivi de Jean-Marie Le Pen (21,94 %), Raymond Barre (18,6 %), Jacques Chirac (17,59 %) et Antoine Waechter (9,37 %). Au second tour, les électeurs ont voté à 51,61 % pour Jacques Chirac contre 48,39 % pour François Mitterrand avec un taux de participation de 82,94 % des inscrits.
|                | PS                    | François Mitterrand | 139 247 | 28,19 %    | 236 450 | 48,39 %    |  |  |
|                | FN                    | Jean-Marie Le Pen   | 108 350 | 21,94 %    |         |            |  |  |
|                | SE                    | Raymond Barre       | 91 884  | 18,6 %     |         |            |  |  |
|                | RPR                   | Jacques Chirac      | 86 906  | 17,59 %    | 252 178 | 51,61 %    |  |  |
|                | Les Verts             | Antoine Waechter    | 46 300  | 9,37 %     |         |            |  |  |
|                | LO                    | Arlette Laguiller   | 8 982   | 1,82 %     |         |            |  |  |
|                | PC                    | André Lajoinie      | 6 465   | 1,31 %     |         |            |  |  |
|                | Communiste rénovateur | Pierre Juquin       | 4 321   | 0,87 %     |         |            |  |  |
|                | MPT                   | Pierre Boussel      | 1 480   | 0,3 %      |         |            |  |  |
|                |                       |                     |         |            |         |            |  |  |
|                |                       |                     | Nombre  | % inscrits | Nombre  | % inscrits |  |  |
| Inscrits       | Inscrits              | Inscrits            | 617 322 |            | 617 036 |            |  |  |
| Abstentions    | Abstentions           | Abstentions         | 113 749 | 18,43 %    | 105 273 | 17,06 %    |  |  |
| Votants        | Votants               | Votants             | 503 573 | 81,57 %    | 511 763 | 82,94 %    |  |  |
|                |                       |                     |         |            |         |            |  |  |
|                |                       |                     |         | % votants  |         | % votants  |  |  |
| Blancs ou nuls | Blancs ou nuls        | Blancs ou nuls      | 9 638   | 1,91 %     | 23 135  | 4,52 %     |  |  |
| Exprimés       | Exprimés              | Exprimés            | 493 935 | 98,09 %    | 488 628 | 95,48 %    |  |  |

### 1981
Lors de l'élection présidentielle de 1981, Giscard d'Estaing arrive en tête au premier tour et affronte, comme la fois précédente, Mitterrand. Pour la première fois, un président sortant est battu : Mitterrand devient le premier président de gauche de la Ve République.
Dans le Bas-Rhin, Valéry Giscard d'Estaing arrive en tête du premier tour avec 45,84 % des exprimés, suivi de François Mitterrand (22,04 %), Jacques Chirac (15,16 %), Brice Lalonde (4,71 %) et Georges Marchais (4,55 %). Au second tour, les électeurs ont voté à 67,03 % pour Valéry Giscard d'Estaing contre 34,89 % pour François Mitterrand avec un taux de participation de 85,46 % des inscrits.
|                | UDF            | Valéry Giscard d'Estaing | 210 093 | 45,84 %    | 314 418 | 65,11 %    |  |  |
|                | PS             | François Mitterrand      | 101 024 | 22,04 %    | 168 458 | 34,89 %    |  |  |
|                | RPR            | Jacques Chirac           | 69 469  | 15,16 %    |         |            |  |  |
|                | MEP            | Brice Lalonde            | 21 596  | 4,71 %     |         |            |  |  |
|                | PC             | Georges Marchais         | 20 865  | 4,55 %     |         |            |  |  |
|                | Divers droite  | Michel Debré             | 7 906   | 1,73 %     |         |            |  |  |
|                | LO             | Arlette Laguiller        | 7 893   | 1,72 %     |         |            |  |  |
|                | Divers droite  | Marie-France Garaud      | 7 294   | 1,59 %     |         |            |  |  |
|                | MRG            | Michel Crépeau           | 7 174   | 1,57 %     |         |            |  |  |
|                | PSU            | Huguette Bouchardeau     | 4 963   | 1,08 %     |         |            |  |  |
|                |                |                          |         |            |         |            |  |  |
|                |                |                          | Nombre  | % inscrits | Nombre  | % inscrits |  |  |
| Inscrits       | Inscrits       | Inscrits                 | 580 167 |            | 580 175 |            |  |  |
| Abstentions    | Abstentions    | Abstentions              | 112 772 | 19,44 %    | 84 341  | 14,54 %    |  |  |
| Votants        | Votants        | Votants                  | 467 395 | 80,56 %    | 495 834 | 85,46 %    |  |  |
|                |                |                          |         |            |         |            |  |  |
|                |                |                          |         | % votants  |         | % votants  |  |  |
| Blancs ou nuls | Blancs ou nuls | Blancs ou nuls           | 9 118   | 1,95 %     | 12 958  | 2,61 %     |  |  |
| Exprimés       | Exprimés       | Exprimés                 | 458 277 | 98,05 %    | 482 876 | 97,39 %    |  |  |

### 1974
L'élection présidentielle de 1974 est une élection anticipée à la suite de la mort de Pompidou. Mitterrand, candidat unique de la gauche, est largement en tête au premier tour devant Giscard d'Estaing, qui distance lui-même Chaban-Delmas. Au terme d'une campagne animée, marquée par un débat télévisé tendu, Giscard d'Estaing l'emporte avec une très courte avance.
Dans le Bas-Rhin, Valéry Giscard d'Estaing arrive en tête du premier tour avec 43,68 % des exprimés, suivi de François Mitterrand (31,04 %), Jacques Chaban-Delmas (15,03 %), Émile Muller (3,7 %) et Jean Royer (2,01 %). Au second tour, les électeurs ont voté à 67,03 % pour Valéry Giscard d'Estaing contre 32,97 % pour François Mitterrand avec un taux de participation de 85,53 % des inscrits.
|                | RI             | Valéry Giscard d'Estaing | 173 020 | 43,68 %    | 274 918 | 67,03 %    |  |  |
|                | PS             | François Mitterrand      | 122 929 | 31,04 %    | 135 228 | 32,97 %    |  |  |
|                | UDR            | Jacques Chaban-Delmas    | 59 523  | 15,03 %    |         |            |  |  |
|                | MDSF           | Émile Halbout            | 14 656  | 3,7 %      |         |            |  |  |
|                | SE             | Jean Royer               | 7 954   | 2,01 %     |         |            |  |  |
|                | SE, écologiste | René Dumont              | 6 340   | 1,6 %      |         |            |  |  |
|                | LO             | Arlette Laguiller        | 6 097   | 1,54 %     |         |            |  |  |
|                | FE             | Guy Héraud               | 1 771   | 0,45 %     |         |            |  |  |
|                | FN             | Jean-Marie Le Pen        | 1 623   | 0,41 %     |         |            |  |  |
|                | FCR            | Alain Krivine            | 822     | 0,21 %     |         |            |  |  |
|                | MFE            | Jean-Claude Sebag        | 738     | 0,19 %     |         |            |  |  |
|                |                |                          |         |            |         |            |  |  |
|                |                |                          | Nombre  | % inscrits | Nombre  | % inscrits |  |  |
| Inscrits       | Inscrits       | Inscrits                 | 486 479 |            | 486 472 |            |  |  |
| Abstentions    | Abstentions    | Abstentions              | 84 164  | 17,3 %     | 70 414  | 14,47 %    |  |  |
| Votants        | Votants        | Votants                  | 402 315 | 82,7 %     | 416 058 | 85,53 %    |  |  |
|                |                |                          |         |            |         |            |  |  |
|                |                |                          |         | % votants  |         | % votants  |  |  |
| Blancs ou nuls | Blancs ou nuls | Blancs ou nuls           | 6 220   | 1,55 %     | 5 912   | 1,42 %     |  |  |
| Exprimés       | Exprimés       | Exprimés                 | 396 095 | 98,45 %    | 410 146 | 98,58 %    |  |  |

### 1969
L'élection présidentielle de 1969 est une élection anticipée à la suite de la démission de De Gaulle. La gauche se lance désunie dans la course et, bien que Duclos (PCF) manque de le devancer, c'est le président par intérim Poher qui accède au second tour face à l'ex-Premier ministre Pompidou. Alors que Duclos refuse d'appeler à voter au second tour pour « bonnet blanc ou blanc bonnet », Pompidou est finalement largement élu.
Dans le Bas-Rhin, Georges Pompidou arrive en tête du premier tour avec 59,77 % des exprimés, suivi de Alain Poher (27,62 %), Jacques Duclos (6,07 %), Gaston Defferre (2,95 %) et Michel Rocard (1,85 %). Au second tour, les électeurs ont voté à 65,93 % pour Georges Pompidou contre 34,07 % pour Alain Poher avec un taux de participation de 71,78 % des inscrits.
|                | UDR            | Georges Pompidou | 203 416 | 59,77 %    | 215 581 | 65,93 %    |  |  |
|                | CD             | Alain Poher      | 93 997  | 27,62 %    | 111 423 | 34,07 %    |  |  |
|                | PC             | Jacques Duclos   | 20 659  | 6,07 %     |         |            |  |  |
|                | SFIO           | Gaston Defferre  | 10 039  | 2,95 %     |         |            |  |  |
|                | PSU            | Michel Rocard    | 6 303   | 1,85 %     |         |            |  |  |
|                | LC             | Alain Krivine    | 3 406   | 1 %        |         |            |  |  |
|                | SE             | Louis Ducatel    | 2 511   | 0,74 %     |         |            |  |  |
|                |                |                  |         |            |         |            |  |  |
|                |                |                  | Nombre  | % inscrits | Nombre  | % inscrits |  |  |
| Inscrits       | Inscrits       | Inscrits         | 470 873 |            | 470 829 |            |  |  |
| Abstentions    | Abstentions    | Abstentions      | 123 343 | 26,19 %    | 132 849 | 28,22 %    |  |  |
| Votants        | Votants        | Votants          | 347 530 | 73,81 %    | 337 980 | 71,78 %    |  |  |
|                |                |                  |         |            |         |            |  |  |
|                |                |                  |         | % votants  |         | % votants  |  |  |
| Blancs ou nuls | Blancs ou nuls | Blancs ou nuls   | 7 199   | 2,07 %     | 10 976  | 3,25 %     |  |  |
| Exprimés       | Exprimés       | Exprimés         | 340 331 | 97,93 %    | 327 004 | 96,75 %    |  |  |

### 1965
L'élection présidentielle de 1965 est la première élection au suffrage universel direct à la suite du référendum d'octobre 1962. De Gaulle est mis en ballottage, à la surprise générale, par Mitterrand, candidat unique de la gauche. La campagne du second tour est axée sur l'Europe et les relations internationales ainsi que sur l'armement nucléaire. De Gaulle est finalement réélu avec une large avance.
Dans le Bas-Rhin, Charles de Gaulle arrive en tête du premier tour avec 63,66 % des exprimés, suivi de Jean Lecanuet (22,15 %), François Mitterrand (10,27 %), Jean-Louis Tixier-Vignancour (2,33 %) et Marcel Barbu (0,87 %). Au second tour, les électeurs ont voté à 79,88 % pour Charles de Gaulle contre 20,12 % pour François Mitterrand avec un taux de participation de 82,09 % des inscrits.
|                | UNR            | Charles de Gaulle            | 244 970 | 63,66 %    | 297 169 | 79,88 %    |  |  |
|                | MRP            | Jean Lecanuet                | 85 231  | 22,15 %    |         |            |  |  |
|                | CIR            | François Mitterrand          | 39 532  | 10,27 %    | 74 851  | 20,12 %    |  |  |
|                | SE             | Jean-Louis Tixier-Vignancour | 8 980   | 2,33 %     |         |            |  |  |
|                | SE             | Marcel Barbu                 | 3 344   | 0,87 %     |         |            |  |  |
|                | PLE            | Pierre Marcilhacy            | 2 764   | 0,72 %     |         |            |  |  |
|                |                |                              |         |            |         |            |  |  |
|                |                |                              | Nombre  | % inscrits | Nombre  | % inscrits |  |  |
| Inscrits       | Inscrits       | Inscrits                     | 467 801 |            | 467 787 |            |  |  |
| Abstentions    | Abstentions    | Abstentions                  | 78 331  | 16,74 %    | 83 771  | 17,91 %    |  |  |
| Votants        | Votants        | Votants                      | 389 470 | 83,26 %    | 384 016 | 82,09 %    |  |  |
|                |                |                              |         |            |         |            |  |  |
|                |                |                              |         | % votants  |         | % votants  |  |  |
| Blancs ou nuls | Blancs ou nuls | Blancs ou nuls               | 4 649   | 1,19 %     | 11 996  | 3,12 %     |  |  |
| Exprimés       | Exprimés       | Exprimés                     | 384 821 | 98,81 %    | 372 020 | 96,88 %    |  |  |